# Champion of the Raj
Champion of the Raj è un videogioco di strategia a turni sviluppato dalla Level 9 Computing e pubblicato dalla Personal Software Services nel 1991. Uscito esclusivamente nel Regno Unito per Amiga, Atari ST e compatibili IBM, il gioco è l'ultimo della serie Strategic Wargames.
Ambientato in un'India del 1800 divisa tra sei fazioni, il gioco ha come obiettivo principale unificare la penisola dopo aver scelto una tra quelle disponibili, e include anche sequenze d'azione tra cui le corse tra elefanti e la caccia grossa.

## Modalità di gioco
Champion of the Raj è un videogioco strategico a turni ambientato durante il colonialismo in India, più di preciso nell'anno 1800, con l'impero Moghul che ha perso gran parte dell'India. Prima di iniziare il gioco, il giocatore deve scegliere un personaggio-avatar con la rispettiva fazione con cui desidera schierarsi (un viceré inglese, un console francese, un imperatore dei Moghul, un maragià dei Marathi, un capo dei Gurkha di Nepal o un Maragià dei Sikh). All'inizio del gioco, il giocatore viene rapito e imprigionato da un assassino; liberato da una donna, viene informato del suo compito di unificare la penisola indiana con ogni mezzo possibile. Per farlo, dovrà destreggiarsi tra le altre cinque fazioni rivali e i malvagi thug. È anche possibile giocare in più di uno sullo stesso computer.
La maggior parte del gioco la si passa in un quartiere generale virtuale che mostra una mappa dell'India divisa in settori, un libro contenente informazioni dettagliate sugli stati e un gruppo di icone che rappresentano i comandi disponibili. Per conquistare un territorio, si può scegliere i mezzi militari o la diplomazia. Nel caso si intenda intraprendere la seconda opzione, è necessario parlare con il leader locale: se si possiede un livello di popolarità abbastanza alto (e non ci sono ostacoli religiosi), si verrà invitati a un evento sportivo, come la corsa tra elefanti (con una visuale dall'alto) o la caccia grossa (uno sparatutto in prima persona), ottenendo così l'opportunità di prendere il controllo del territorio in modo pacifico; se invece non dovesse bastare, si può tenere un Durbar per tentare di convincere il capo locale, il cui successo si baserà sugli elefanti utilizzati per la parata. Se la diplomazia non è possibile in alcun modo, esiste sempre l'opzione militare.
Le tasse dipendono dal livello di popolazione e di industrie nel proprio territorio; è possibile investire nell'economia industriale e nel governo per incrementare le tasse, oppure in armi per migliorare l'efficacia del proprio esercito. Per acquistare un nuovo soldato servono due monete d'oro, e va pagata una moneta per ogni soldato in proprio possesso; tuttavia, i soldati mandati a conquistare un altro stato costano zero, in quanto si approvvigionano con le risorse dello stato attuale. Nel caso i salari non bastino per pagare i soldati, sale il rischio di una ribellione; questi eventi a volte inizieranno scontri letali con degli assassini, costringendo il giocatore a difendersi con la sua spada per evitare la morte e il conseguente game over.

## Accoglienza
Il gioco ha ricevuto un'accoglienza mista tendente al positivo. Gordon Houghton di The One for ST Games lo ha considerato un buon modo per attirare attenzione al genere strategico. Ed Ricketts di ST Format ha dichiarato il gioco "godibile" nonostante la sua semplicità. Fiona Keating di CU Amiga ha lodato la storia del gioco e le grafiche colorate, ma criticato il sonoro. Jonathan Davies di Amiga Power ha criticato la semplicità del gameplay, dichiarando che, nonostante le grafiche notevoli, il gioco è troppo lungo. Gary White di Advanced Computer Entertainment ha criticato la visuale, dalla pessima presentazione e dalla scarsa qualità sonora.
I caricamenti sono stati l'aspetto più criticato dai recensori, che l'hanno considerato "un incubo" insieme al fatto che servivano due CD anziché uno per il gioco, da cambiare ogni volta. Davies ha aggiunto che lo scorrimento era "lentissimo" a causa dell'accesso eccessivo ai CD.